# すてきなサンデー (バスターの曲)
「すてきなサンデー」(Sunday) は、イングランドのバンド、バスターの楽曲。1976年にシングルがリリースされ、全英シングルチャートで最高49位まで上昇した。翌1977年に日本でリリースされると、洋楽チャートで1位、総合チャートでも最高15位となる洋楽としては大ヒット曲となった。
この曲のヒットを皮切りに、バスターはいち早くブームを起こしていたベイ・シティ・ローラーズと並ぶ人気を博し、本国イギリスでも発売されないまま日本盤のみが発売されるシングルやアルバムを何枚も出し、いわゆるビッグ・イン・ジャパンの代表的バンドのひとつとなった。なお、A面B面ともにアルバムバージョンは2021年11月26日より主要音楽配信サイトにてデジタル配信されている。

## シングルB面曲
本国イギリスをはじめ、1976年にリリースされたフランス、ドイツ、スペイン、ポルトガル、オーストラリア、ニュージーランドの各国盤シングルは、B面にロニー・スコットが作詞作曲した「ソルト・レイク・シティ・シルバーガン」(Salt Lake City - Silver Gun) を収録していた。
1977年に出された日本盤シングルは、B面に「デイブレイク (Daybreak)」を収めていたが、これは、バスターのメンバーであるロブ・フェナーとピート・レイが書いた曲で、イギリスでは1976年のシングル「ビューティフル・チャイルド」のB面に収められていた。

## カバー
日本のシンガーソングライターであるカジヒデキは、1999年のカバー・アルバム『the fireworks candy&puppydog store』の冒頭でこの曲を取り上げている。